# Adolfo Gandino
Adolfo Gandino (Bra, 29 luglio 1878 – Bologna, 7 giugno 1940) è stato un compositore italiano.
Musicista e compositore di poemi sinfonici e lirica cameristica. 

## Biografia
Adolfo, era figlio del latinista Giovanni Battista Gandino e di Olimpia Orsi. Nato a Bra arrivò a Bologna a seguito della famiglia dove crebbe in un ambiente estremamente colto. Aveva due sorelle, Gemma, sposata Caponotto e Maria Pia, quest'ultima pittrice, di cui nel 1928 commissionò il ritratto postumo al pittore Antonio Mosca. Era sposato con Agnese Masetti. La coppia non ebbe figli.
Dimostrò un notevole talento musicale per cui frequentò il Liceo musicale diplomandosi in composizione. 
Fu allievo di Bruno Mugellini, Cesare Dall'Olio e di Giuseppe Martucci a Bologna. Si perfezionò in Italia e all'estero presso altri famosi docenti (Massenet, Rimskij-Korsakov).
Si laureò anche in Giurisprudenza presso l'università di Ferrara.
Compose opere strumentali, musica sacra e un centinaio di liriche per voce e pianoforte.
Fu Commissario, su mandato del Ministero della Pubblica Istruzione, al Liceo Musicale di Bologna e al Conservatorio di Milano. 
Rientrò spesso a Bra nei periodi di riposo.
Nel 1922 ricoprì la carica di sindaco di Ciagnano, una frazione di Ozzano dell'Emilia.
Morì improvvisamente il 7 giugno 1940, all'età di 61 anni ancora in piena attività creativa, a Bologna nella residenza di famiglia di Villa Basabò.
È sepolto al Cimitero monumentale della Certosa di Bologna nella cappellina di famiglia insieme al padre al numero 2 bis, Campo Carducci, muro di cinta lungo il canale.

## Riconoscimenti
- La sua città natale, Bra, ha intitolato al suo nome il civico istituto musicale.[9]
- Nel decimo anniversaro della morte il Comune di Bologna ha patrocinato il libro dedicato a "Adolfo Gandino musicista bolognese di Cesare Valabrega - Editrice Faro 1950"

## Principali composizioni
- Come operista: 
  - “Jaufrè Rudel”
  - “Trilby”
  - “L'Anno mille”: un poema scenico su testo di Giovanni Pascoli
- Autore di opere strumentali di ambientazione sacra
- Autore di un centinaio di liriche per voce e pianoforte